# Hadadaibis
Hadadaibis (Bostrychia hagedash) är en fågel i familjen ibisar inom ordningen pelikanfåglar.

## Utseende och läte
Hadadaibisen är en stor och kraftig gråbrun ibis med grön- och purpurfärgad glans på vingarna. Näbben är tvåfärgad i svart och rött, och en vit strimma löper över kinden under ögat. Det ofta hörda lätet är ett av det mest karaktistiska i Afrika, ett högljutt och grovt "ha-da-da" som gett arten dess namn.

## Utbredning och systematik
Hadadaibisen har ett mycket stort utbredningsområde i Afrika söder om Sahara. Den delas in i tre underarter med följande utbredning:
- Bostrychia hagedash brevirostris – förekommer från Senegal till Kenya och söderut till Zambezidalen
- Bostrychia hagedash nilotica – förekommer från Sudan och Etiopien till nordöstra Kongo-Kinshasa, Uganda och nordvästra Tanzania
- Bostrychia hagedash hagedash – förekommer söder om Zambezidalen i södra Afrika

## Levnadssätt
Hadadaibisen hittas i en rad olika miljöer från våtmarker till öppet landskap och skogskanter. Den ses i par eller i småflockar födosökande på marken efter ryggradslösa djur.

## Status och hot
Arten har ett stort utbredningsområde och tros öka i antal. Internationella naturvårdsunionen IUCN listar den därför som livskraftig (LC).

## Bilder

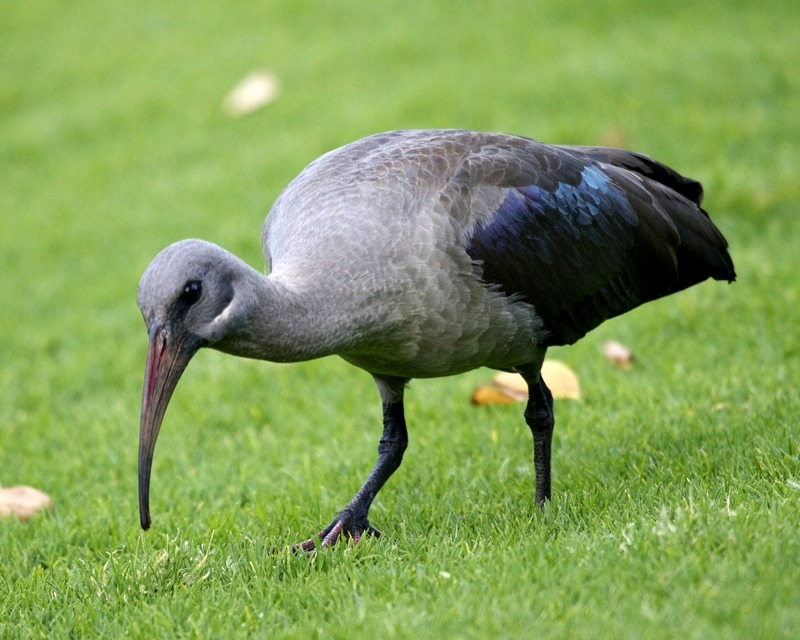
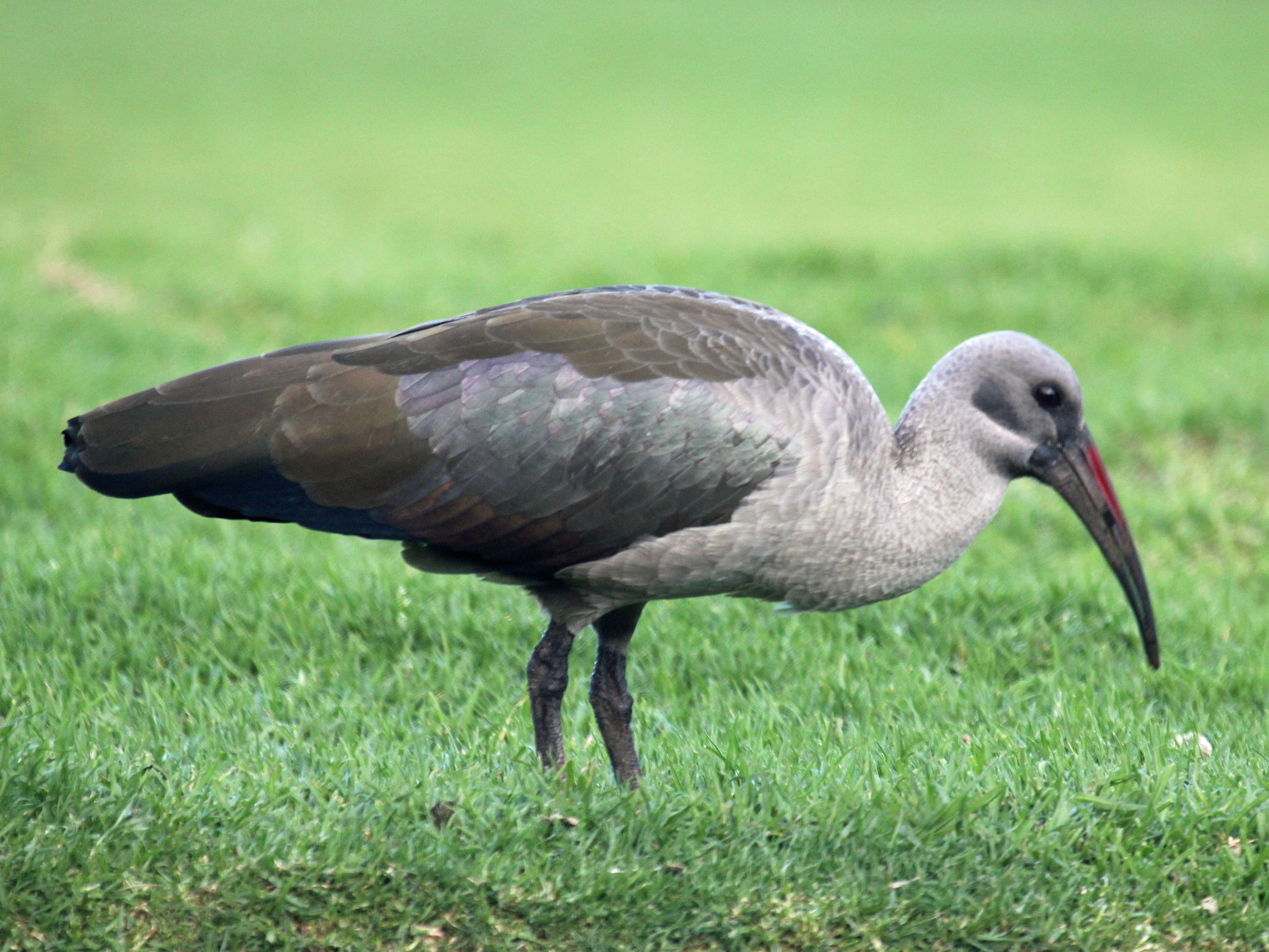
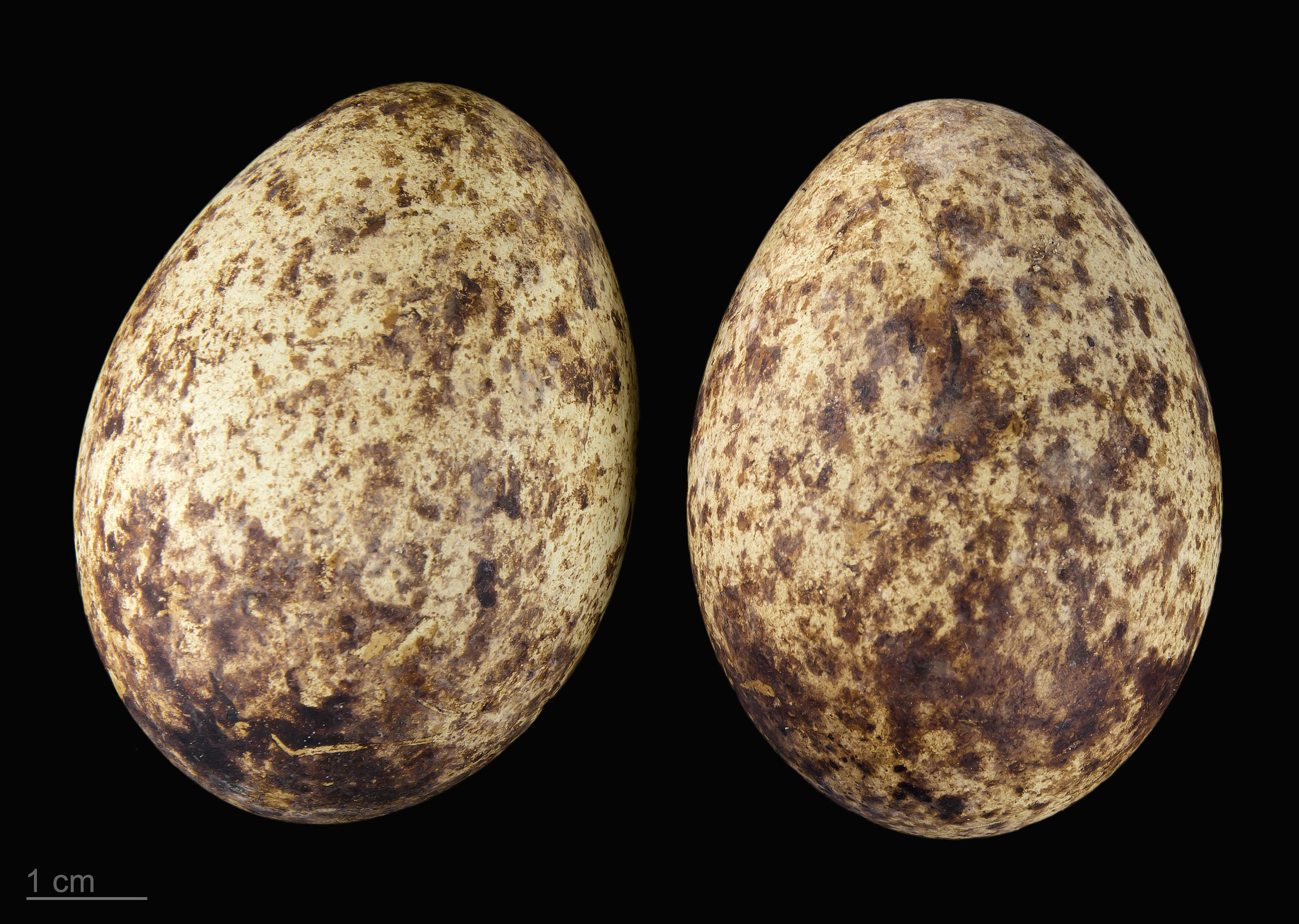
Museum specimen - Bijagos, Guinée-Bissau